# バーニングフォース
『バーニングフォース』 (BURNING FORCE) は、1989年10月にナムコから発売された業務用の疑似3Dシューティングゲーム。ナムコのマザーボード、「SYSTEM II」の第7弾。
家庭用は1990年にメガドライブに移植された他、アーケード版は2009年にWii用ソフトとしてバーチャルコンソールアーケードにて配信。また、2023年にアーケードアーカイブスの1作品としてPlayStation 4版とNintendo Switch版が配信された。
アーケード版はゲーム誌『ゲーメスト』の企画「第4回ゲーメスト大賞」（1990年度）にてベストVGM賞7位を獲得した。

## ゲーム内容

### システム
擬似3D方式を使ったシューティングゲームであり、TPSと同様のチェイスビュー視点が採用されている。プレイヤーはエアバイクおよびエアプレーンを操作し、6日間の卒業試験という設定の全6ステージに臨む。
1〜5日目までは午前・午後・夜・明け方の4つのエリアに分かれており、午前・午後ではエアバイク、夜はエアプレーンによる実戦訓練でエリア内のボス敵を倒す。明け方はボーナスステージとなっており、コース上にある得点ボールを回収する。一つも逃さず獲るとパーフェクトボーナスが入る。
6日目は夜のみでエアプレーンで宇宙に出ての実戦となる。
敵弾にあたった時のみ自機ストックが1機減り、障害物にあたったときはしばらく操作不能になる。
8方向レバーと2ボタン（ショット、ボム）で自キャラを操作。レバーの上下操作はエアバイクとエアプレーンとでは操作方法が異なり、エアバイクでは自機のスピード調整、エアプレーンでは自機の上下移動となっている。つまり、エアバイクでは左右の移動しかできないが、エアプレーンでは左右上下に移動できる。
全6ステージの内、6ステージ目のみコンテニュー不可となり、ゲームオーバー後はエリア1からのやり直しとなる。

### アイテム
コース上にあるアイテムで自機のパワーアップが可能。

#### ショット系
ミスするまで有効。取得したアイテムのショットが撃てる。
レーザー
敵を貫通するショット。
ワイドレンジ
幅の広いショット。
クロスレーザー
レーザーの威力を持った波うちながら飛び進むショット。

#### ミサイル系
ミスしてもそのまま使用可能だが、ミスしてもミスしなくてもミサイル系アイテムをとらない限り、ストックが増えない。ミサイル系アイテムをとるとそのアイテムのミサイルになると同時に必ずストック数が満タンの5つになる。
ホーミングミサイル
一度に5発の誘導弾を発射できる。
マックスミサイル
発射直後に爆発し、竜巻のような爆風が敵を包み込んで大きなダメージを与える。

### 隠し要素
3日目以降のステージのエリア2を規定時間内に走破すると、画面がフラッシュすると共に裏面へ突入する。裏面では敵の攻撃がより激しくなる代わりにスコア倍率が2倍になる。この倍率は累積するため、すべての裏面に到達できれば8倍もの高倍率になる。

## 設定

### ストーリー
西暦2100年、宇宙時代に対応するために「地球大学」が設立された。この大学の2本柱は、地球を自らの環境破壊から守る方法を研究する学問である「地球学」と、地球外環境で人間が生きるための宇宙生活、惑星移住、惑星探索などを研究する「宇宙学」である。宇宙学を学ぶ主人公、天現寺ひろみはパイロット志願であり、その卒業試験に挑もうとしている。

### ステージ構成
- 1日目 (Bay Yard)
- 2日目 (Sarinuka Sands)
- 3日目 (Aero Space)
- 4日目 (Grass Land)
- 5日目 (Another World)
- 6日目 (Lunar Spaceport)

### 自機
主人公ひろみの駆るエアバイクにはスペックなどの設定がある。
- 名称：SIGN DUCK（サインダック） 10-B
- 定価：$41,100
- 装備重量（燃料除く）：175kg
- 試験重量：182kg
- 馬力 / 回転数：840/35,000
- トルク / 回転数：55/31,000

## 登場キャラクター
天現寺ひろみ
年齢：21歳 / 血液型：B型 / 星座：双子座 / 身長：165cm / 体重：53kg / 3サイズ：B86W56H90
地球大学で宇宙航路のパイロットを目指しながら宇宙学を学ぶ女学生。愛機は「SIGN DUCK（サインダック） 10-B」というエアバイクであり、『ナムコ・ゲームサウンド・エクスプレスVOL.2 バーニングフォース』にはスペックなどの設定がある。エンディング、メガドライブのパッケージではインナースーツを着ている。
ミス教子
地球大学の教官。25歳。ボス戦前の機体換装デモに登場しボス敵の弱点を教えてくれる。
18歳の若さでスペースファイターの称号を獲得した過去を持つが、戦闘中に光エネルギーを浴びた後遺症で背が縮んでしまった。

## 移植版
| No. | タイトル           | 発売日                           | 対応機種                      | 開発元                 | 発売元                 | メディア                                        | 型式                 | 備考               |
| --- | ------------------ | -------------------------------- | ----------------------------- | ---------------------- | ---------------------- | ----------------------------------------------- | -------------------- | ------------------ |
| 1   | バーニングフォース | 1990年10月19日 1990年 1991年12月 | メガドライブ                  | ナムコ                 | ナムコ                 | 4メガビットロムカセット                         | T-14023 T-14026 1029 | -                  |
| 2   | バーニングフォース | 2009年7月14日                    | Wii                           | バンダイナムコゲームス | バンダイナムコゲームス | ダウンロード （バーチャルコンソールアーケード） | -                    | アーケード版の移植 |
| 3   | バーニングフォース | 2023年10月26日                   | PlayStation 4 Nintendo Switch | ハムスター             | ハムスター             | ダウンロード （アーケードアーカイブス）         | -                    | アーケード版の移植 |

メガドライブ版
アーケード版登場から約1年後の1990年10月19日に発売。メガドライブにはSYSTEM IIが持つ画面の回転・拡大・縮小機能は無く、また搭載している音源が大きく異なるため、元のゲームと比較してスケールダウンしている部分が多いものの、移植度は比較的高い。
主な変更点
- ストック&ダメージ制を採用しており、敵の体当たりや敵の弾に当たるとヒットポイントが1つ減り、全部無くなると自機のストックが1機減る。
- 無敵アイテムの追加。カプセルが5つ集まると効果を発揮する。Cボタンを押してから10秒間は無敵状態となる。
- アーケード版にあった「2日目のBGM」部分はカットされ、1日目と同じものが流れるようになっている。
- 同じく「3日目（ボス戦ステージ）のBGM」のうち、「Boss II」がカットされている。
- ボス戦前の換装デモ時の弱点表示画面およびエンディングメッセージの文字表記が、日本語から英語になっている。

Wii（バーチャルコンソール）版
Wiiのバーチャルコンソールアーケードにて、2009年7月14日にアーケード版の移植が配信開始。オプション画面で自機ストック数やエキストラスコアなどの設定が可能だが、難易度調整はできない。
Wiiのバーチャルコンソールのサービス終了に伴い、現在は購入不可。
PlayStation 4 / Nintendo Switch版
アーケードアーカイブスの1作品として2023年10月26日に配信開始。
ゲーム設定で難易度やゲーム開始時のラウンドの変更などが、「こだわり設定」ではゲームスピードの調整が可能。

## 音楽
「ナムコ・ゲームサウンド・エクスプレスVOL.2」として、ビクター音楽産業（後のビクターエンタテインメント）より、1990年にアーケード版のサウンドトラックが発売された。1ステージ目のBGMのみプレイ音源風に編集されており、1ループ目に効果音が含まれている。
なお、ゲーム本編のCD化は本作が先んじていたため、同社からリリースされていた『ビデオ・ゲーム・グラフィティ』シリーズにおいては1991年5月発売のVol.7にアレンジ音源が収録されたのみとなっている。
曲目リスト
1. Taking Off
2. Bay Yard（1st Day）
3. Sarinuka Sands（2nd Day）
4. Aero Space（3rd Day）
5. Boss II
6. Bonus Stage
7. Grass Land（4th Day）
8. Another World I（5th Day）
9. Another World II（5th Day）
10. Boss I
11. Continue
12. Lunar Spaceport（Final Day）
13. Graduation
14. Closing Theme
15. Winners
16. Sound Effects

## スタッフ
アーケード版
- エグゼクティブ・プロデューサー：DEVIL NAKAMURA
- ゲーム・プログラム：DEVIL NAKAMURA、YOSHICHIN
- テスト・プログラム：KOMO、YAMA
- サウンド・プログラム：KOBA
- ストーリー：MAKOTOMAS
- プロダクション・デザイナー：INDORI2、DAIHADAN13、KIMUKO、PANZER ABE
- サウンド・デザイナー：KAWAGEN（川元義徳）
- ネーミング・プロダクション・マネージャー：NAT.
- タイトル・デザイン：TAKINOUE
- コンストラクティブ・マネージャー：SETOLAND
- ディレクト：MAKOTOMAS

メガドライブ版
- ゲーム・プログラム：OGAWANN
- サブ・プログラム：KOBAKUN
- サウンド・プログラム：KWAERU（谷口蛙）
- ストーリー：MAKOTOMAS
- キャラクター・デザイナー：KUMA、7852（納谷江司）
- サウンド・デザイナー：NORIRIN（富樫則彦）
- コンストラクティブ・マネージャー：KOH
- トータル・コーディネート：GEN
- スペシャル・サンクス：BIG GAN、KERO、UDAUDA
- ディレクター：MAKOTOMAS

## 評価
アーケード版
ゲーム誌『ゲーメスト』の企画「第4回ゲーメスト大賞」（1990年度）においてベストVGM賞で7位を獲得、その他に年間ヒットゲームで42位、ベストキャラクター賞では天現寺ひろみが11位を獲得した。
メガドライブ版
- ゲーム誌『ファミコン通信』の「クロスレビュー」では合計25点（満40点）となっている。
- ゲーム誌『メガドライブFAN』の読者投票による「ゲーム通信簿」での評価は以下の通りとなっており、17.87点（満30点）となっている。同雑誌1993年7月号特別付録の「メガドライブ&ゲームギア オールカタログ'93」では、「3Dの画面はスピード感抜群」と臨場感に関して肯定的なコメントで紹介されている。

| 項目 | キャラクタ | 音楽 | 操作性 | 熱中度 | お買得度 | オリジナリティ | 総合  |
| 得点 | 3.33       | 3.01 | 3.04   | 2.83   | 2.79     | 2.87           | 17.87 |
- ゲーム本『メガドライブ大全』（2004年、太田出版）では、「『スペースハリアー』風の疑似3Dシューティングだが、自機のひとつを『左右にしか動けないバイク』にすることで『ぐるぐる回って飛べば弾を避けられる』というイージーな遊び方を封じ、スクロールも非常にきれいで、攻略も面白い」とゲーム性や臨場感に関して肯定的な評価の反面、「原作のアーケード版とは細々した点が異なり、メガドラの限界を思い知るのも確かだ」とアーケード版からスケールダウンした箇所に関して否定的な評価を下している。
- ライターの早苗月 ハンバーグ食べ男は、4Gamer.netに寄せた記事の中でメガドライブ版の完成度の高さを評価し、「ビットマップ拡縮＆回転を持ち味とするSYSTEM II基板のゲーム，ましてその機能を活用した奥スクロールシューティングを，拡縮＆回転を持たないメガドライブに移植するのは無茶もいいところ。」ともしている。

## 関連作品
- 太鼓の達人（2001年） - BGMをメドレー化した「バーニングフォースメドレー」が収録されている。
- NAMCO x CAPCOM（2005年） - 本作の主人公ひろみが参戦。地球大学を卒業し、UGSFに所属しているという設定になっている。またキャラクター行動時のテーマ曲として、本作1ステージ目のBGM「Bay Yard」のアレンジ曲が流れる。
- グルーヴコースター（タイトー） - 前述の『太鼓の達人』版楽曲を移植。